# Zhao Songtao

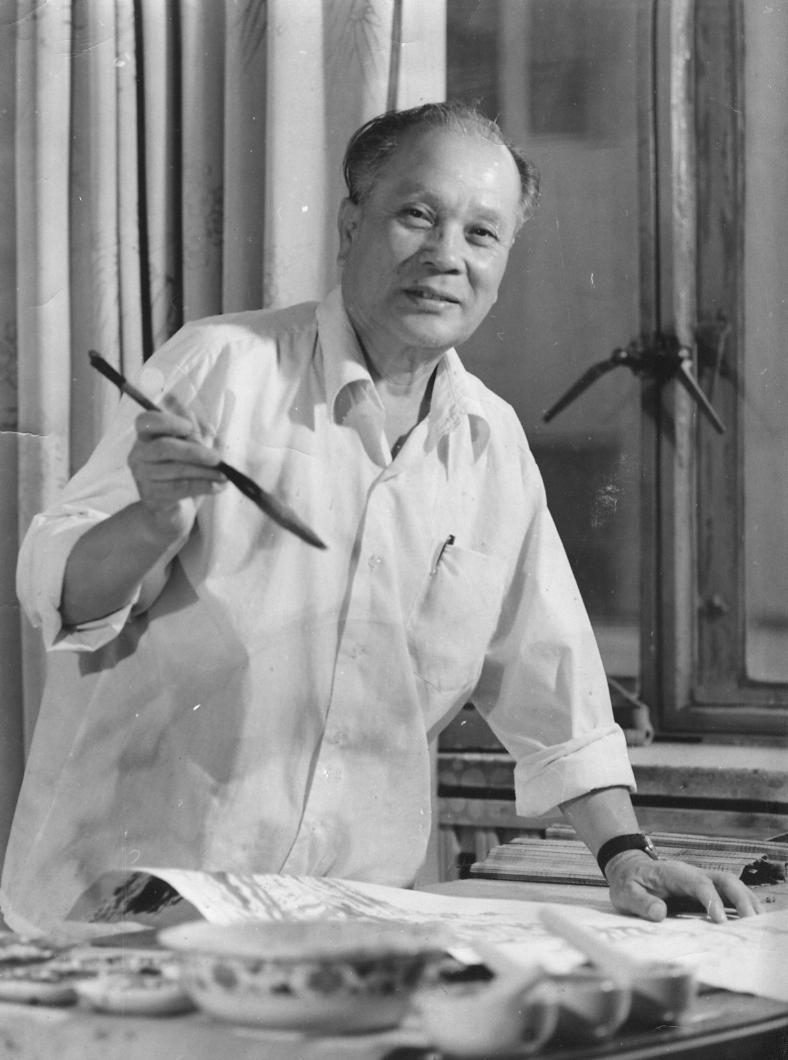
Zhao Songtao (ca. 1986)

Zhao Songtao (Zhao Song Tao; * 4. September 1916 in Tianjin; † 13. Juli 1993 ebenda) war ein chinesischer Landschaftsmaler.

## Leben
Zhao Songtao stammt aus einer armen Familie aus Tianjin (Tian Jing), einer Hafenstadt südlich von Peking. Sein Vater arbeitete in einer Brillenwerkstätte und starb als Zhao Songtao 14 Jahre alt war. Da ihm das Malen im Blut lag, begann er bereits in jungen Jahren Bilder zu verkaufen, um seine Familie (Mutter Rong Zhei Tian, eine Schwester und zwei Brüder) zu ernähren.
Für den Besuch einer Kunstakademie fehlte das Geld und so musste er sich als Autodidakt weiterentwickeln. Sein erster „Lehrer“ war ein Buch mit dem Titel Jie Zi Yuan, das sich an der Landschaftsmalerei der Song-Dynastie orientierte. In der ersten Hälfte der 1930er Jahre bereiste er zudem Südchina, wo er sich in die chinesische Landschaftsmalerei vertiefte.
Zurückgekehrt nach Tientsin traf er den bedeutenden Landschaftsmaler Wang Shiquan, dessen Schüler er wurde. Er war es, der Zhao Songtaos Empfindungen, seine Energie und Kraft auf einen Malstil konzentrierte, wie ihn die Malereien des berühmten Landschaftsmaler Huang Binhong, der den traditionellen Stil mit modernem Realismus mischte, widerspiegeln.
Zhao Songtaos „Lehrzeit“ erstreckte sich von 1933 bis 1935. Auch während dieser Zeit lebte seine Familie vom Verkauf seiner Bilder. Mit 19 Jahren wurde er Mitarbeiter in der „Huazhong Druckerei“, wo er Werbegrafiken entwarf. In dieser Zeit malte er auch Bilder für das Chinesische Neujahrsfest.
1934 heiratete er Yang Shu Wen. Sie gebar ihm neun Kinder, von denen sich drei Söhne (Zhao Min Sheng, Zhao Jun Shong und Zhao Hon Sheng) sowie seine 1951 geborene Tochter Zhao Yu Sheng ebenfalls der Kunstmalerei widmeten. Seine Tochter absolvierte die Kunstakademie in Tianjin und entwickelte die Xuan-Zhi-Maltechnik, die ihren Vater so begeisterte, dass er sie bat, diese Technik geheim zu halten. Sie übersiedelte 1993 nach Österreich und heißt heute Yusheng Zhao-Simperl.
Wenn auch die ersten Jahre von Zhao Songtaos Schaffen eher als handwerkliche Kunst zu bewerten sind, so war ihm bewusst, dass er sich aufgrund der bisher geschaffenen Basis weiterentwickeln konnte. Und so fand er allmählich seinen Weg, der ihn schließlich zu einem einzigartigen Stil und zur Meisterschaft führte.
Zur Zeit der Gründung der Volksrepublik China im Jahr 1949 widmete er sich verstärkt der Landschaftsmalerei. 1960 wurde Zhao Songtao als Professor an die Kunstakademie von Tianjin berufen. Gleichzeitig wurde er Mitglied der chinesischen Künstlervereinigung, Vorstandsmitglied des Instituts für chinesische Tuschemalerei sowie stellvertretender Leiter der Kunstvolkshochschule von Tianjin.
In den frühen 1960er Jahren begann er erneut zu reisen, denn er vertrat die Meinung: „Niemand kann damit prahlen, ein guter Landschaftsmaler zu sein, wenn er nicht die Regionen kennen lernte, die er malt. Er muss mit der realen Landschaft visuell in Kontakt treten.“
Als Intellektuelle hatten Zhao Songtao und seine Familie unter der Kulturrevolution von Mao Zedong (1966 bis 1976) besonders zu leiden. Drei Mal wurde ihr Haus von den Roten Garden durchsucht und die gesamte Sammlung alter Bilder, Möbel, Vasen, Statuen usw. zerstört. Seine Tochter Yusheng Zhao tröstete ihn damals mit den Worten: „Vater, du brauchst nicht traurig zu sein. Du hast zwei Hände und du kannst in Zukunft noch viele Bilder malen.“ Doch seine Sammlung war für immer verloren.
Bei der Verfolgung der Intellektuellen an der Kunstakademie von Tianjin durch die Roten Garden stellten sich Zhao Songtaos Studenten schützend vor ihn. Denn er war nicht nur ein ausgezeichneter, sondern auch ein sehr beliebter Professor.
Mitte der 1970er Jahre gründete Zhao Songtao ein Atelier, das „Jing Song Tang“ (Schutz durch den Geist einer unnachgiebigen Kiefer) und „Jing Gen“ (starke Wurzeln) genannt wurde. In dieser Zeit nahm er auch den Künstlernamen „Ben Jian“ an, um hervorzuheben, dass er Kraft aus der Natur schöpft. Und diese Kraft hatte er auch notwendig, denn am 28. Juli 1976 zerstörte das Beben von Tangshan einen Großteil der Häuser von Tianjin.
Mittlerweile war Zhao Songtao ein angesehener Professor, um den sich Studenten auch aus anderen Ländern scharten. In dieser Zeit verfasste er vier Lehrbücher über die chinesische Landschaftsmalerei. Sie sollten nicht nur seinen Stil erläutern, sondern auch die Kunst in der Gesellschaft verankern und jeden dazu auffordern, an der Freude des Malens teilzuhaben.
Als Zhao Songtao 70 Jahre alt wurde, wünschte er sich keine große Feier, sondern eine Einzelausstellung seiner Bilder in Peking. Dieser Wunsch wurde ihm 1989 erfüllt, vier Jahre vor seinem Tod.

## Werk und Bedeutung
Bereits die Bilder von Zhao Songtao für das chinesische Neujahrsfest waren außergewöhnlich. Aber erst in den 1960er Jahren konnte er sich künstlerisch voll entfalten. Er widmete sich als Tuschemaler verstärkt Landschaftsbildern, wobei er einer der ersten Künstler war, der die klassische chinesische Landschaftsmalerei, die nahezu nur in Schwarz-Weiß gehalten war, mit Farbe bereicherte. Dabei entwickelte er seine spezielle Blau-Grün-Technik.
Zudem wandelte sich sein Malstil bis hin zu einer impressionistischen Ausdrucksweise. Zhao Songtaos Kunststil war nunmehr geprägt von einer dynamischen, energischen Pinselführung, die zu majestätischen Landschaftsbildern führte. „Bonsai-Landschaften“, wie er sie bezeichnete, waren für ihn zu zierlich und zu verfeinert, um die wahre Natur darzustellen.
Zhao Songtaos ehemaliger Schüler Yuan Lin von der Kunstakademie Peking schrieb über ihn: „Seine meisterhaften Landschaftsmalereien wie ‚Der Yupin-Turm in den Huangshan Bergen’ sind in der Tat aufgrund der Ausführung des Himmels und des Sonnenlichts mit dem französischen Impressionismus zu vergleichen. Dazu kommen seine Skizzen, welche Tiefgründigkeit durch Einfachheit erzielen. Einige wenige seiner Pinselstriche in farbiger Tusche können den Geist einer gesamten Jahreszeit einfangen, wie z. B. Frühlingsgefühle oder Sommerstimmungen. … Die Betrachter sind verzaubert durch die kraftvolle Energie eines nicht ermüdenden menschlichen Geistes.“
Für Zhao Songtao hatte der Satz „Keine Imitation der Tradition, denn jeder Künstler hat seinen eigenen Ausdruck der Gestaltung“ besondere Bedeutung. Er erinnert an die Worte von Shi Tao, einem bedeutenden Maler der Qing-Dynastie (1616–1911): „Schenke Dharma das Leben, indem du darüber hinaus gehst.“ (Dharma wird in diesem Zusammenhang als eine Art traditioneller Ordnung verstanden.) Im Sinn der Dialektik vereinte Zhao Songtao Tradition mit Originalität in einem einzigartigen Stil zu einer Synthese. Er war aber nicht nur ein großer Meister des Brückenbaus zwischen dem Gestern und dem Heute, sondern auch zwischen Eleganz und Gewöhnlichen, immer verbunden einer „Einfachheit jenseits der Naivität“.
Selbst im Alter von 60 Jahren, also 1975, führte Zhao Songtaos Kreativität zur Erschließung immer neuer Horizonte. Dabei half ihm seine Liebe zur Kalligraphie seinen intellektuellen Scharfsinn zusammen mit seinem Wahrnehmungsvermögen zu bewahren. Und so wurde er zum Symbol der chinesischen Landschaftsmalerei im 20. Jahrhundert.

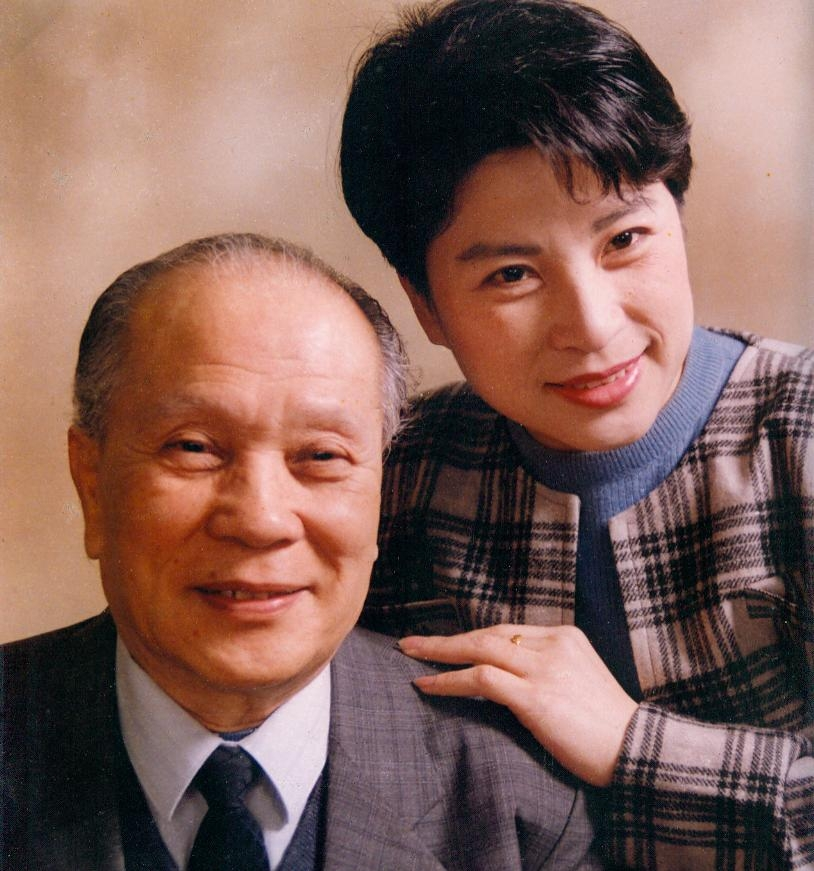
Zhao Songtao mit Yusheng 1991

Mit seinem speziellen Malstil schuf er die Basis für eine nochmalige Weiterentwicklung der chinesischen Landschaftsmalerei durch seine Tochter Yusheng Zhao-Simperl, die bis hin zu abstrakt-gegenstandslosen Malereien führte.

## Ausstellungen
In den 1960er Jahren begann Zhao Songtao an diversen internationalen Ausstellungen teilzunehmen. Auch an einer Kunstausstellung im Historischen Museum von Peking sowie in Tientsin beteiligte er sich. Zu dieser Zeit existierten in China noch keine Galerien.
Die Krönung seiner Ausstellungstätigkeit stellte dann 1989 eine große Einzelausstellung im Nationalen Kunstmuseum der VR China in Peking dar. Bei der Eröffnungsansprache meinte er bescheiden, dass es immer sein Ziel gewesen sei, mit seinem Malstil lediglich das Leben des einfachen Volkes und die Schönheit der chinesischen Landschaften darzustellen.

## Werke in öffentlichen Gebäuden Chinas
Zhao Songtaos überdimensionale Gemälde sind unter anderem in folgenden öffentlichen Gebäuden zu sehen:
- Nationales Kunstmuseum der VR China in Peking
- Große Halle des Volkes (Tagungsort des Nationalen Volkskongresses)
- Gedenkhalle des Vorsitzenden Mao Tsedong (wofür ihm auch eine Ehrung zuteilwurde)